# Acide arachidique
L'acide arachidique ou acide eicosanoïque (nom systématique) est un acide gras saturé à chaîne longue (AGCL;C20:0) de formule semi-développée CH3(CH2)18COOH. Il est présent dans l'huile d'arachide et d'autres huiles végétales, et les huiles de poisson.

## Sel
L'acide eicosanoïque étant un acide carboxylique, il peut former des sels d'icosanoate (d'arachidate) avec différents contre-cations.
| Contre-cation   | Numéro CAS |
| sodium, Na+     | 13257-34-6 |
| potassium, K+   | 18080-76-7 |
| calcium, Ca2+   | 22302-43-8 |
| baryum, Ba2+    | 2636-14-8  |
| magnésium, Mg2+ | 57593-01-8 |
| ammonium, NH4+  | 57593-01-8 |